# Михайло Іванчук
Михайло Іванчук (англ. Michael Ewanchuk; 14 березня 1908, Гімлі, Канада — 26 серпня 2004, Вінніпег, Канада) — канадський педагог, науковець, письменник, громадський діяч українського походження, історик української діаспори в Канаді.

## Біографія
Почесний доктор права Вінніпезького університету (27-го травня 1979), син українських піонерів із Манітоби, довголітній інспектор державних шкіл цієї провінції,
|  | Доктор Михайло Іванчук є вельми заслуженим діячем української громади в Канаді на полі українського шкільництва, а зокрема навчання української мови в державних школах. Він є автором в українській і англійській мовах джерельних історичних праць про українські піонерські поселення в Манітобі, що їх вживається в державних школах Канади. Як визначний педагог, д-р Іванчук займав відповідальні пости в академічних і професійних організаціях, і він обирався на пост президента канадської Асоціяції Шкільних Суперінтендентів і Інспекторів. Під час Другої світової війни він служив в Канадському Летунстві з рангою флайт-ляйтенанта. |

## Виноски
1. ↑  «Свобода», 10 серпня 1979, №180. Архів оригіналу за 6 листопада 2012. Процитовано 9 січня 2011.

## Деякі праці
- Іванчук Михайло. Піонерські поселення: українці в Канаді.- Вінніпег: Тризуб, 1993.- 336с.